# Пирвели-Маиси (Абашский муниципалитет)
Пирвели-Маиси (груз. პირველი მაისი) — село в Грузии, на территории Абашского муниципалитета края (мхаре) Самегрело-Верхняя Сванетия.

## География
Село находится в западной части Грузии, на правом берегу реки Цхенисцкали, на расстоянии приблизительно 7 километров (по прямой) к юго-востоку от города Абаша, административного центра муниципалитета. Абсолютная высота — 24 метра над уровнем моря.

## Население
По результатам официальной переписи населения 2014 года в Пирвели-Маиси проживал 661 человек (316 мужчин и 345 женщин). В национальной структуре населения грузины составляли 99,5 %.
| Год  | Население, человек |
| ---- | ------------------ |
| 2002 | 650                |
| 2014 | ↗ 661              |